# امامزاده سلیمه خاتون
امامزاده سلیمه خاتون مربوط به دوره قاجار است و در شهرستان دورود، بخش مرکزی، دهستان ژان، روستای بابا محمد واقع شده و این اثر در تاریخ ۲۸ اسفند ۱۳۸۵ با شمارهٔ ثبت ۱۸۵۹۴ به‌عنوان یکی از آثار ملی ایران به ثبت رسیده است.